# Elias Augusto de Camargo Sales
Elias Augusto de Camargo Sales (1883-1937) foi um político brasileiro, prefeito de São Carlos, SP.

## Biografia
Eleito por três mandatos (1917-1920, 1922-1923 e 1936-1937), durante seu governo, foi criado o brasão de São Carlos, além de ter sido realizada a compra do palacete Conde do Pinhal para abrigar a Câmara Municipal.
Morreu assassinado no antigo Bar Selecto, após um duelo com e o padeiro Vicente Celli.